# Kanton Sartenais-Valinco
Sartenais-Valinco is een kanton van het Franse departement Corse-du-Sud. Het kanton maakt deel uit van het arrondissement Sartène. In 2021 telde het 11.865 inwoners.

Het kanton werd gevormd ingevolge het decreet van 24 februari 2014 , met uitwerking op 22 maart 2015, met Propriano als hoofdplaats.

## Gemeenten
Het kanton omvat volgende gemeenten:
- Altagène
- Arbellara
- Aullène
- Belvédère-Campomoro
- Bilia
- Cargiaca
- Foce
- Fozzano
- Giuncheto
- Granace
- Grossa
- Loreto-di-Tallano
- Mela
- Olmeto
- Olmiccia
- Propriano
- Quenza
- Sainte-Lucie-de-Tallano
- Santa-Maria-Figaniella
- Sartène
- Serra-di-Scopamène
- Sorbollano
- Viggianello
- Zérubia
- Zoza